# Баскуле, Жан-Дезире
Жан-Дезире Баскуле́ (фр. Jean-Désiré Bascoulès; 10 августа 1886, Перпиньян, департамент Восточные Пиренеи Франция — 1976, Монпелье) — французский художник каталонского происхождения.

## Биография
Окончил Школу изящных искусств в Бордо, позже продолжил художественное образование в парижской Академии изящных искусств.
Ученик Ателье Ф. Кормона.
С 1914 года принимал участие в выставках парижского Салона.
В 1929 году по приглашению султана выехал в Алжир. Работал там по его заказу сначала над росписями виллы Абд-Эль-Тиф, а позже — над декоративными композициями для зала торжеств в Правительственном дворце. В продолжение алжирского периода исполнял многочисленные пейзажи, блестяще отображая эффекты пленэра, а также эскизы для обоев и гобеленов. Работал в Оране, Туггурте, Фигиг (Марокко) и др.
Творчество живописца высоко ценил султан Марокко Мухаммед V, который покровительствовал Баскуле, выделив ему уединённый дом по соседству с его личной охраной, наградил художника многими наградами и сделал членом ряда важных государственных комиссий (в частности по производству марокканских национальных гобеленов). В 1931 году был награждён орденом Почётного легиона.
В 1962 году художник возвратился в Париж. Работал преимущественно в жанре монументальной живописи и пейзажа. Писал натюрморты.
Последние годы жизни проживал в Монпелье.

## Основные выставки
- Париж, Salon des Artistes Français, 1914,
- Salon de la France d’Outre-Mer, 1921—1925,
- Тулуза, galerie Chappé-Lautier, 1915,
- Алжир, Salon d’Hiver, Salon de l’Union Artistique de l’Afrique du Nord, 1924,
- Бордо, Galerie Imberti, 1926,
- Париж, Salon des Orientalistes, Galerie Georges Petit, 1927,
- Безье , Alger 1927, Salon des Indépendants, 1927,
- Касабланка, 1928,
- Марракеш Тунис, Exposition triennale Rabat 1928,
- Париж, Salon des Tuileries, 1932—1933,
- Лондон, Institut français, 1948,
- Алжир, Salle Bordes, 1949
- Бордо, Théâtre des trois baudets 1950,
- Cercle de la France d’Outre-Mer, 1952
- Париж, galerie Romanet, 1955 и 1964,
- Париж, 1966,
- Версаль, Cercle Algérianiste de Versailles 1992.

## Награды и премии
- 1931 — кавалер ордена Почётного легиона,
- 1921 — бронзовая награда парижского Салона (за картину «Portrait de ma Grand-Mère»),
- 1922 — серебряная награда Парижского Салона,
- 1923 — лауреат премии Абд-Эль-Тиф (Prix Abd-el-Tif) (Алжир),
- 1924 — золотая награда Парижского Салона и приз центрального правительства Алжира (за картину «La Halte au désert du Grand Erg»).